# Kedungjaran
Kedungjaran is een bestuurslaag in het regentschap Pekalongan van de provincie Midden-Java, Indonesië. Kedungjaran telt 1977 inwoners (volkstelling 2010).